# Liste des WWE Tag Team Champions (2002-2010)
Cet article concerne l'ancien titre par équipe, qui a existé de 2002 à 2010. Pour la liste des possesseurs du nouveau titre créé en 2010, voir Liste des WWE Tag Team Champions.

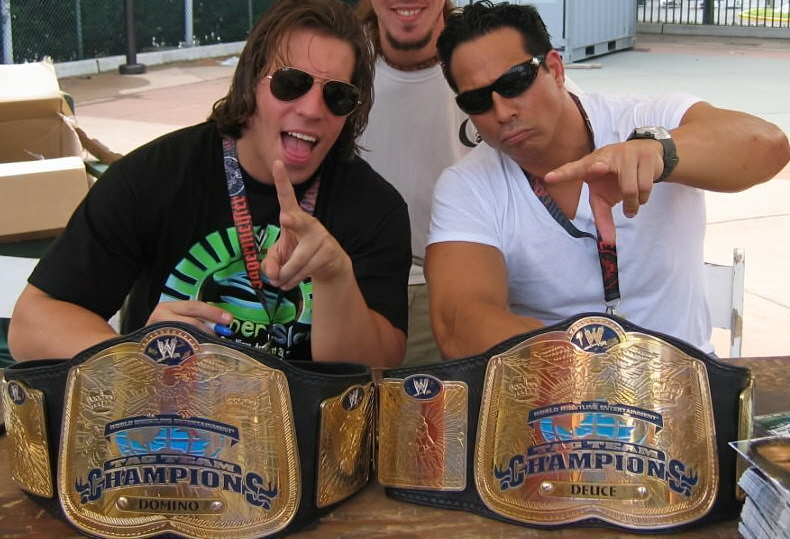
Deuce 'N Domino avec les ceintures de Champions par équipe de la WWE.

Cet article est une liste des WWE Tag Team Champions. Le WWE Tag Team Championship est un ancien titre de catch par équipe de la fédération World Wrestling Entertainment.
Il y a eu 31 règnes officiels pour 26 équipes.

## Historique du titre
| #  | Équipes (règnes individuels)                              | Règnes ensemble | Date              | Jours | Lieu               | Notes |
| -- | --------------------------------------------------------- | --------------- | ----------------- | ----- | ------------------ | --- |
| 1  | Kurt Angle & Chris Benoit                                 | 1               | 20 octobre 2002   | 16    | Little Rock, AR    | Ont battu Edge & Rey Mysterio dans la finale d'un tournoi à No Mercy pour devenir les premiers WWE Tag Team Champions.                                                                                  |
| 2  | Edge & Rey Mysterio                                       | 1               | 5 novembre 2002   | 12    | Manchester, NH     | C'était un match au meilleur des trois manches que Edge & Mysterio ont gagné 2-1, diffusé le 7 novembre à WWE SmackDown.                                                                                |
| 3  | Los Guerreros (Chavo & Eddie)                             | 1               | 17 novembre 2002  | 79    | New York, NY       | C'était un three-way elimination match comprenant aussi Kurt Angle & Chris Benoit aux Survivor Series.                                                                                                  |
| 4  | Team Angle (Shelton Benjamin & Charlie Haas)              | 1               | 4 février 2003    | 103   | Philadelphie, PA   | Diffusé le 6 février à SmackDown!. |
| 5  | Eddie Guerrero (2) & Tajiri                               | 1               | 18 mai 2003       | 44    | Charlotte, NC      | C'était un ladder match à Judgment Day. Tajiri était le remplaçant de Chavo Guerrero qui était blessé.                                                                                                  |
| 6  | The World's Greatest Tag Team (anciennement "Team Angle") | 2               | 1er juillet 2003  | 77    | Rochester, NY      | Diffusé le 3 juillet à SmackDown!. |
| 7  | Los Guerreros (Chavo & Eddie (3))                         | 2               | 16 septembre 2003 | 35    | Raleigh, NC        | Diffusé le 18 septembre à SmackDown!. |
| 8  | The Basham Brothers (Danny & Doug)                        | 1               | 21 octobre 2003   | 105   | Albany, NY         | Diffusé le 23 octobre à SmackDown!. |
| 9  | Rikishi & Scotty 2 Hotty                                  | 1               | 3 février 2004    | 77    | Cleveland, OH      | Diffusé le 5 février à SmackDown!. |
| 10 | Charlie Haas (3) & Rico                                   | 1               | 20 avril 2004     | 56    | Kelowna, BC        | Diffusé le 22 avril à SmackDown!. |
| 11 | The Dudley Boyz (Bubba Ray & D-Von)                       | 1               | 15 juin 2004      | 21    | Chicago, IL        | Diffusé le 17 juin à SmackDown!. |
| 12 | Billy Kidman & Paul London                                | 1               | 6 juillet 2004    | 63    | Winnipeg, MB       | Diffusé le 8 juillet à SmackDown!. |
| 13 | René Duprée & Kenzo Suzuki                                | 1               | 7 septembre 2004  | 91    | Tulsa, OK          | Diffusé le 9 septembre à SmackDown!. |
| 14 | Rey Mysterio (2) & Rob Van Dam                            | 1               | 7 décembre 2004   | 35    | Greenville, SC     | Diffusé le 9 décembre à SmackDown!. |
| 15 | The Basham Brothers                                       | 2               | 11 janvier 2005   | 40    | Tampa, FL          | C'était un four-way elimination match diffusé le 13 janvier à SmackDown!, comprenant aussi les équipes de Mark Jindrak & Luther Reigns et Booker T & Eddie Guerrero.                                    |
| 16 | Eddie Guerrero (4) & Rey Mysterio (3)                     | 1               | 20 février 2005   | 57    | Pittsburgh, PA     | Ont remporté le titre à No Way Out. |
| 17 | MNM (Joey Mercury & Johnny Nitro)                         | 1               | 18 avril 2005     | 97    | New York, NY       | Diffusé le 21 avril à SmackDown!. |
| 18 | The Legion of Doom (Road Warrior Animal & Heidenreich)    | 1               | 24 juillet 2005   | 93    | Buffalo, NY        | Ont remporté le titre à The Great American Bash. |
| 19 | MNM                                                       | 2               | 25 octobre 2005   | 49    | San Francisco, CA  | C'était un four-way match diffusé le 28 octobre à SmackDown!, comprenant aussi The Mexicools et Paul Burchill & William Regal.                                                                          |
| 20 | Batista & Rey Mysterio (4)                                | 1               | 13 décembre 2005  | 14    | Springfield, MA    | Diffusé le 16 décembre à SmackDown!. |
| 21 | MNM                                                       | 3               | 27 décembre 2005  | 145   | Uncasville, CT     | Diffusé le 30 décembre à SmackDown!. |
| 22 | Paul London (2) & Brian Kendrick                          | 1               | 21 mai 2006       | 314   | Phoenix, AZ        | Ont gagné le tire à Judgment Day. |
| 23 | Deuce 'N Domino                                           | 1               | 20 avril 2007     | 133   | Milan, Italie      | Diffusé le 20 avril à SmackDown!. |
| 24 | Matt Hardy & Montel Vontavious Porter                     | 1               | 28 août 2007      | 77    | Albany, NY         | Diffusé le 31 août à SmackDown!. |
| 25 | The Miz & John Morrison (4)                               | 1               | 13 novembre 2007  | 250   | Wichita, KS        | Diffusé le 16 novembre à SmackDown!. |
| 26 | Curt Hawkins et Zack Ryder                                |                 | 20 juillet 2008   | 63    | Uniondale, NY      | À The Great American Bash |
| 27 | The Colóns (Carlito et Primo Colón)                       | 1               | 23 septembre 2008 | 280   | Colombus, Ohio     | Diffusé le 26 septembre à Smackdown! |
| 28 | Edge (2) et Chris Jericho                                 | 1               | 28 juin 2009      | 28    | Sacramento         | À The Bash 2009. Le match de championnat était à l'origine entre The Colóns et Priceless, mais devint un Triple Threat match en Tag Team à la demande d'Edge et de Jericho qui remportèrent les titres. |
| 29 | JeriShow (Chris Jericho et Big Show)                      | 1               | 26 juillet 2009   | 140   | Philadelphie       | À Night of Champions 2009. Edge étant blessé, Big Show prit sa place et devint le nouveau partenaire de Jericho.                                                                                        |
| 30 | D-Generation X (Triple H et Shawn Michaels)               | 1               | 13 décembre 2009  | 57    | San Antonio, Texas | A WWE TLC. Shawn Michaels a attrapé les ceintures alors que Triple H tenait l'echelle pliée pour le faire monter. De plus San Antonio est la natale de Shawn Michaels.                                  |
| 31 | ShowMiz (The Big Show et The Miz)                         | 1               | 8 février 2010    | 77    |                    | C'était un Triple Threat Tag Team match contre DX et The Straight Edge Society (CM Punk et Luke Gallows).                                                                                               |
| 32 | The Hart Dynasty                                          | 1               | 26 avril 2010     | 112   |                    | Le 16 août 2010, le titre était retiré pour céder place au WWE Unified Tag Team Championship, alors lui-même renommé WWE Tag Team Championship.                                                         |

## Liste des règnes combinés

### Par équipe
| Rang | Équipe                                                                       | Nombre de règnes | Jours combinés |
| ---- | ---------------------------------------------------------------------------- | ---------------- | -------------- |
| 1.   | Paul London & Brian Kendrick                                                 | 1                | 314            |
| 2.   | MNM (Joey Mercury & Johnny Nitro)                                            | 3                | 291            |
| 3.   | The Colons (Carlito & Primo)                                                 | 1                | 280            |
| 4.   | John Morrison et The Miz                                                     | 1                | 250            |
| 5.   | Team Angle / The World's Greatest Tag Team (Charlie Haas & Shelton Benjamin) | 2                | 180            |
| 6.   | The Basham Brothers (Doug & Danny)                                           | 2                | 145            |
| 7.   | Jeri-Show (The Big Show & Chris Jericho)                                     | 1                | 140            |
| 8.   | Deuce 'N Domino                                                              | 1                | 133            |
| 9.   | The Hart Dynasty (David Hart Smith & Tyson Kid)                              | 1                | 112            |
| 10.  | Los Guerreros (Eddie & Chavo)                                                | 2                | 114            |
| 11.  | The Legion of Doom (Road Warrior Animal & Heidenreich)                       | 1                | 93             |
| 12.  | René Duprée & Kenzo Suzuki                                                   | 1                | 91             |
| 13.  | Too Cool (Scotty 2 Hotty & Rikishi)                                          | 1                | 77             |
| 14.  | Matt Hardy & Montel Vontavious Porter                                        | 1                | 77             |
| 15.  | The Showmiz (the Big Show et The Miz)                                        | 1                | 77             |
| 16.  | Billy Kidman & Paul London                                                   | 1                | 63             |
| 17.  | Eddie Guerrero & Rey Mysterio                                                | 1                | 57             |
| 18   | D-Generation X (Triple H et Shawn Michaels)                                  | 1                | 57             |
| 19.  | Charlie Haas & Rico                                                          | 1                | 56             |

### Par catcheur
| Rang | Catcheur                   | Nombre de règnes | Jours combinés |
| ---- | -------------------------- | ---------------- | -------------- |
| 1.   | Johnny Nitro/John Morrison | 4                | 541            |
| 2.   | Paul London                | 2                | 394            |
| 3.   | Brian Kendrick             | 1                | 331            |
| 4.   | Joey Mercury               | 3                | 291            |
| 5.   | Carlito                    | 1                | 280            |
| 6.   | Primo                      | 1                | 280            |
| 7.   | The Miz                    | 2                | 316            |
| 8.   | Charlie Haas               | 3                | 236            |
| 9.   | The Big Show               | 2                | 207            |
| 10.  | Eddie Guerrero             | 4                | 215            |
| 11.  | Shelton Benjamin           | 2                | 180            |
| 12.  | Chris Jericho              | 1                | 169            |
| 13.  | Doug Basham                | 2                | 145            |
| 14.  | Danny Basham               | 2                | 145            |
| 15.  | Deuce                      | 1                | 133            |
| 16.  | Domino                     | 1                | 133            |
| 17.  | Rey Mysterio               | 4                | 118            |
| 18.  | Chavo Guerrero             | 2                | 114            |